# Sidak
Sidak (perski: سيدك) – wieś w Iranie, w ostanie Azerbejdżan Zachodni. W 2006 roku liczyła 198 mieszkańców w 38 rodzinach.